# Salvatore Nobili Vitelleschi
Salvatore Nobili Vitelleschi, italijanski rimskokatoliški duhovnik, škof in kardinal, * 21. julij 1818, Rim, † 17. oktober 1875, Rim.

## Življenjepis
27. marca 1841 je prejel duhovniško posvečenje. 19. junija 1856 je bil imenovan za naslovnega nadškofa Seleucia in Isauria in 6. julija istega leta je prejel škofovsko posvečenje.
7. junija 1858 je postal sekretar v Rimski kuriji. 21. decembra 1863 je bil imenovan za nadškofa (osebni naziv) škofije Osimo e Cingoli. S tega položaja je odstopil 20. novembra 1871.
15. marca 1875 je bil povzdignjen v kardinala in pectore. 17. septembra 1875 je bil 
ponovno povzdignjen v kardinala in imenovan za kardinal-duhovnika S. Marcello.